# Pauwie Otto
Pauwie Otto (Roosendaal, 27 september 1986) is een Nederlands voetballer die als verdediger voor RBC Roosendaal speelde.

## Carrière
Pauwie Otto speelde in de jeugd van RBC Roosendaal, waar hij in het seizoen 2005/06 deel uitmaakte van de eerste selectie. Hij debuteerde voor RBC op 20 augustus 2005, in de met 0-2 verloren thuiswedstrijd tegen AFC Ajax. Hij kwam in de 89e minuut in het veld voor Ali El Khattabi. Hij kwam verder niet meer in actie voor RBC, en nadat RBC degradeerde naar de Eerste divisie vertrok Otto. Hij speelde hierna voor de amateurclubs DVO '60 en VVC '68.

### Statistieken
| Seizoen                       | Club           | Land           | Competitie     | Competitie | Competitie | Beker | Beker | Totaal | Totaal |
| Seizoen                       | Club           | Land           | Competitie     | Wed.       | Dlp.       | Wed.  | Dlp.  | Wed.   | Dlp.   |
| ----------------------------- | -------------- | -------------- | -------------- | ---------- | ---------- | ----- | ----- | ------ | ------ |
| 2005/06                       | RBC Roosendaal | Nederland      | Eredivisie     | 1          | 0          | 0     | 0     | 1      | 0      |
| Carrièretotaal                | Carrièretotaal | Carrièretotaal | Carrièretotaal | 1          | 0          | 0     | 0     | 1      | 0      |
| Bijgewerkt op 4 augustus 2018 |                |                |                |            |            |       |       |        |        |